# Acampe rigida
Acampe rigida es una orquídea epífita originaria de Asia. Su nombre se refiere a la rigidez de la especie.

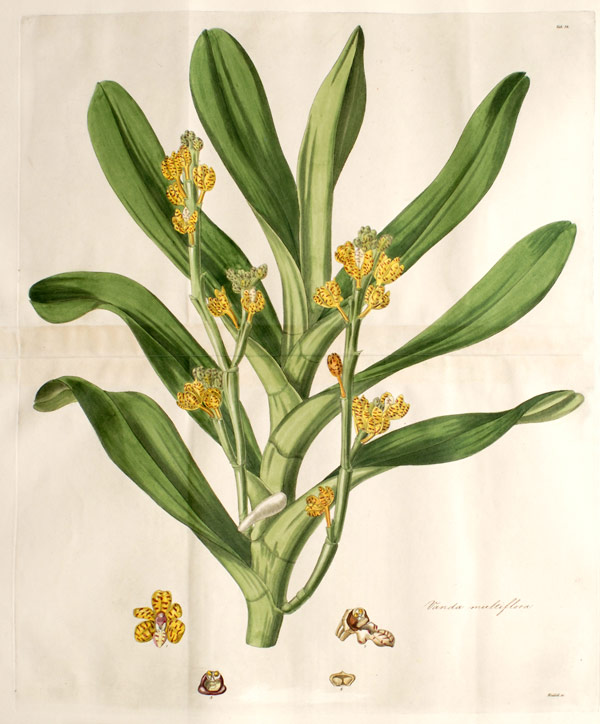
Ilustración

## Descripción
Son plantas de tamaño mediano, epífitas, con un grueso tallo ramificado y ascendente. Las hojas son desiguales, bi-lobuladas. Presenta una inflorescencia de 15 cm de largo, erecta y poco ramificada, que lleva varias flores carnosas de 2 cm de largo. Florece en la primavera y el verano.

## Distribución y hábitat
Se encuentran en el Himalaya occidental, Camboya, Birmania, Tailandia, Vietnam, Malasia y las Filipinas en los valles tropicales en la sombra y acantilados o en los árboles de los bosques en alturas de 400 a 800 m s. n. m.

## Taxonomía
Acampe rigida fue descrita por (Buch.-Ham. ex Sm.) P.F.Hunt y publicado en Kew Bulletin 24: 98. 1970.
Etimología
Acampe: nombre genérico que deriva de la palabra griega "akampas" = "rígido" refiriéndose a sus pequeñas e inflexibles flores.
rigida: epíteto latino que significa "rígida".
Sinonimia
- Aerides rigidum Buch.-Ham. ex Sm. (1818) (Basionymum)
- Vanda multiflora Lindl. (1826)
- Vanda longifolia Lindl. 1833
- Acampe longifolia (Lindl.) Lindl. (1853)
- Acampe multiflora (Lindl.) Lindl. (1853)
- Acampe intermedia Rchb.f. (1856)
- Acampe wightiana var. longipedunculata Trimen (1885)
- Saccolabium longifolium (Lindl.) Hook.f. (1890)
- Gastrochilus longifolius (Lindl.) Kuntze (1891)
- Acampe penangiana Ridl. (1896)
- Vanda viminea Guillaumin (1930)
- Acampe taiwaniana S.S. Ying (1974)
- Aerides rigida Buch.-Ham. ex Sm. 1818;
- Acampe wightiana var. longipedunculata Trimen 1885[4][5]